# Тихоокеански ръб
Тихоокеански ръб/регион/пръстен (Английски: Pacific Rim ) е икономически термин, общо наименование на държави с пряк излаз на Тихи океан, както и островите, разположени в него. Регионът почти съвпада с Тихоокеанския вулканичен огнен пръстен.
Регионът е дом на редица големи международни и неправителствени организации: APEC, Центъра Изток-Запад, Тихоокеанския басейнов институт и Института за азиатски изследвания.

## Списък на държавите
| - Източна Азия - Русия (само Изток Русия) - Япония - Северна Корея - Южна Корея - Китай (само Източен Китай) - Хонконг - Макао - Тайван - Югоизточна Азия - Виетнам - Камбоджа - Тайланд - Малайзия - Сингапур - Бруней - Индонезия - Филипини - Източен Тимор | - Океания (Суверенна държава) - Австралия - Палау - Микронезия - Папуа Нова Гвинея - Соломонови острови - Науру - Маршалови острови - Вануату - Нова Зеландия - Тувалу - Фиджи - Кирибати - Тонга - Самоа - Ниуе - Острови Кук | - Океания (Зависима територия) - Държави и територии на Австралия - Норфолк - Кралство Нова Зеландия - Токелау - Отвъдморски департаменти и територии на Франция - Нова Каледония - Уолис и Футуна - Френска Полинезия - Британски задморски територии - Питкерн - Островни територии на САЩ - Северни Мариански острови - Гуам - Американска Самоа - САЩ - Хаваи - Чили - Великденски остров | - Северна Америка - Канада (само Западна Канада) - САЩ (само Запад САЩ и Аляска) - Мексико - Централна Америка - Гватемала - Салвадор - Хондурас - Никарагуа - Коста Рика - Панама - Южна Америка - Колумбия - Еквадор - Перу - Чили |

## Списък на портовете
В Тихоокеанския регион международният воден транспорт е много развит. Десетте най-натоварени контейнерни пристанища в света, с изключение на дубайското пристанище Джебел Али (9-то място), са в региона. Той е дом на 29 от 50-те най-натоварени пристанища за контейнерни превози в света. По-долу са тези 29 пристанища.
| - Южна Корея - Пусан (5-а) - Япония - Шаблон:Не перекладено (36-а) - Токио (25-а) - Нагоя (47-а) - Кобе (49-а) - Тайван - Каосюн (12-а) - Хонконг - Хонг Конг (3-та) | - Китай - Шанхай (1-ва) - Шенжен (4-та) - Нингбо-Жушан (6-а) - Гуанджоу (7-а) - Кингдао (8-а) - Тиендзин (10-а) - Сиамения (19-а) - Далиан (21-ва) - Лианюнганг (30-а) - Инкоу (34-та) | - Филипини - Манила (37-а) - Виетнам - Шаблон:Не перекладено (28-а) - Тайланд - Лаем Чабанг (22-ра) - Малайзия - Порт Кланг (13-а) - Танджунг Пелепас (16-а) - Сингапур - Сингапур (2-ра) | - Индонезия - Танджунг Приок (24-та) - Сурабая (38-а) - Канада - Шаблон:Не перекладено (50-а) - САЩ - Лос Анджелис (17-а) - Лонг Бийч (18-а) - Сиатъл/Такома (48-а) - Панама - Балбоа (43-та) |